# Iglesia Presbiteriana de San Andrés (Nasáu)
La Iglesia Presbiteriana de San Andrés (en inglés: St. Andrews Presbyterian Kirk) es una iglesia en Nasáu, Bahamas. La iglesia fue fundada por cincuenta y cinco colonos presbiterianos escoceses en 1798, según la Sociedad de St. Andrews. El 7 de agosto de 1810 la primera piedra de la "Kirk" o iglesia fue colocada, mientras que en 1842 una sala de reunión se añadió a la estructura. En 1872 se inició la Escuela de la misión en Bin Town. En 1890 se comenzó a construido la casa del pastor (Manse). La brigada de los muchachos en Nassau se inició en Kirk en el 1909. Se adhierió a la Confesión de Westminster de la Fe, Credo de los Apóstoles y el Credo de Nicea y tiene varias becados en la casa. Durante varios años se mantuvo con la Iglesia de Escocia, pero en 2009 inició un acuerdo con la Iglesia Evangélica Presbiteriana, y ahora está afiliada con la EPC. El plan de largo alcance es formar el llamado Presbiterio Bahama.